# Мардер, Наум Семёнович
Нау́м Семёнович Ма́рдер (27 марта 1956, Москва — 19 мая 2017, Москва) — российский государственный деятель. Заместитель, Первый заместитель министра связи и массовых коммуникаций РФ (1993—1997, 2008—2012), первый заместитель председателя Государственного комитета Российской Федерации по связи и информатизации (1997—2000). Вице-президент ПАО «Ростелеком» (2012—2017). Доктор технических наук.

## Биография
Родился 27 марта 1956 года в Москве. В 1978 г. окончил Московский электротехнический институт связи, в 1991 г. — школу бизнеса при Университете Дьюка в штате Северная Каролина (США).

### Профессиональная деятельность
После окончания вуза — инженер треста «Межгорсвязьстрой».
В 1982 году перешёл в главный центр управления междугородными связями МинСвязи СССР, где трудился по 1990 год, последовательно занимая должности старшего инженера, заместителя начальника службы, начальника службы производственного объединения.
С 1990 года занимал различные посты в МинСвязи РФ — от заместителя начальника отдела до заместителя министра отрасли.

В 1997 году был назначен заместителем, а затем первым заместителем председателя Государственного комитета Российской Федерации по связи и информатизации. В 2000 году покинул пост по собственному желанию.
Основатель «Вымпелкомa» Дмитрий Зимин в одной из своих книг рассказывал, что в 1998 году Мардер, будучи зампредом Госкомсвязи, своим решением фактически спас компанию, которой грозил уход с рынка из-за проблем с лицензированием.
С начала 2000-х годов выступал в качестве консультанта ряда телекоммуникационных проектов. В 2000 году приглашён советником в ОАО «Опытный научно-производственный центр» по разработке и производству средств связи двойного назначения («ОНПЦ»).

В 2008 году Наум Мардер был вновь назначен заместителем министра связи и массовых коммуникаций в команде Игоря Щеголева. В министерстве Наум Мардер, в частности, отвечал за распределение частот для стандарта LTE. Также он помогал с восстановлением связи в Южной Осетии после войны 2008 года.

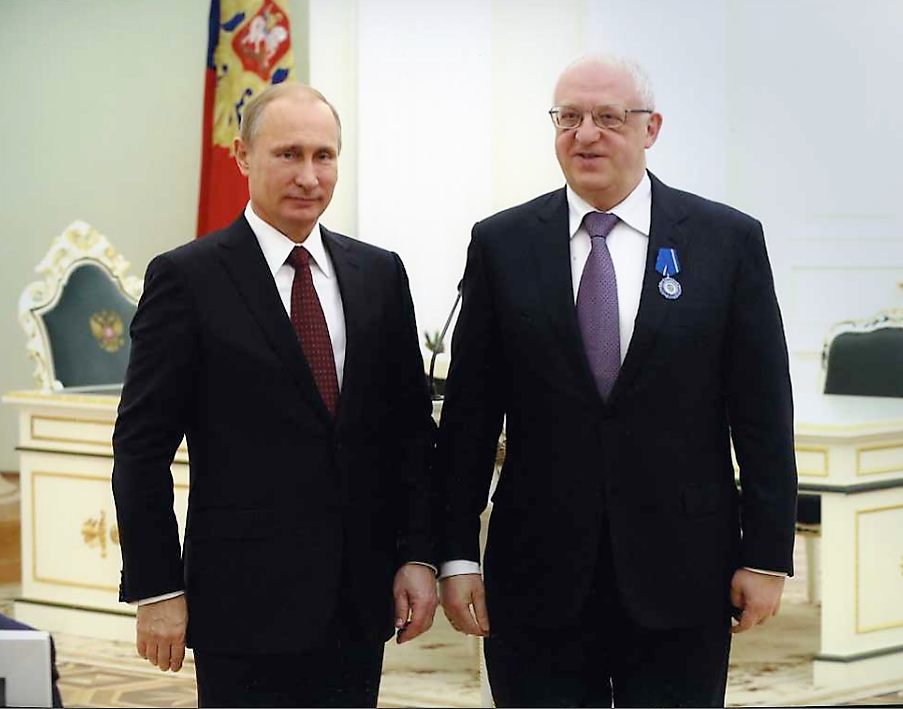
Владимир Путин и Наум Мардер

В октябре 2012 года занял пост вице-президента по взаимодействию с органами государственной власти ОАО «Ростелеком». Несколько лет подряд Наум Мардер отвечал за проведение Прямой линии с Президентом РФ.
Доктор технических наук. Академик Международной академии связи. С 2003 по 2016 год возглавлял кафедру «Инфокоммуникации» ИПК МТУСИ.

### Смерть
19 мая 2017 года «Ростелеком» сообщил, что Наум Мардер ушёл из жизни после продолжительной болезни.
«Как большой руководитель, яркий преподаватель и просто мудрый человек Наум Семёнович открыл дорогу в профессию для огромного количества связистов, которые всегда будут считать себя его учениками. Наум Семёнович был очень разносторонним человеком, искренне любил искусство и был очень вовлечённым зрителем и слушателем» — говорится в сообщении «Ростелекома».
Похоронен на Востряковском кладбище в Москве.

## Личная жизнь
Жена — Марианна Мардер. Четверо детей: Ираклий, Евгения, Семён, Леонид. 

## Награды
- Орден «За заслуги перед Отечеством» IV степени
- Орден Почёта (14 августа 2014 года) — за многолетнее успешное выполнение обязанностей по обеспечению информационных мероприятий Президента Российской Федерации[1]
- Орден Дружбы (9 марта 1996 года) — за заслуги перед государством и многолетний добросовестный труд[2]
- Медаль Ордена «За заслуги перед Отечеством» II степени (21 сентября 2010 года) — за активное участие в подготовке и проведении мероприятий, посвященных 65-летию Победы в Великой Отечественной войне 1941—1945 годов[3]
- Медаль «Защитнику свободной России» (7 июня 1993 года) — за исполнение гражданского долга при защите демократии и конституционного строя 19 — 21 августа 1991 года [4]
- Звание «Мастер Связи»